# 荒野の用心棒
『荒野の用心棒』（こうやのようじんぼう、伊: Per un pugno di dollari、英: A Fistful of Dollars）は、1964年にイタリアで制作及び公開されたマカロニ・ウェスタンである。1966年公開のマカロニ・ウェスタンに『続・荒野の用心棒』（原題：Django）という作品があるが本作とは一切関係ない。1965年に日本、1967年にアメリカでそれぞれ公開された。
この映画の後にイーストウッド主演による『夕陽のガンマン』、『続・夕陽のガンマン』の2作が制作され、『荒野の用心棒』と合わせて「ドル箱三部作」と呼ばれる。
アメリカではユナイテッド・アーティスツがイーストウッドの演じたキャラクターを「名無しの男」として宣伝した。

## 制作背景
イタリアで公開された黒澤明の『用心棒』を見て感銘を受けたセルジオ・レオーネが、日本の時代劇『用心棒』を西部劇に作り変えようとしたのが始まりである。レオーネは同僚の撮影監督や脚本家たちを誘って再度『用心棒』を鑑賞、脚本執筆の参考にするために映画の台詞をそのまま書き写したと言われている。
レオーネは当初、ヘンリー・フォンダの起用を望んでいたが、フォンダはハリウッド・スターだったため獲得できなかった。その次にチャールズ・ブロンソンに出演依頼をするがブロンソンは脚本が気に入らないという理由で辞退。さらにヘンリー・シルヴァ、ロリー・カルホーン、トニー・ラッセル、スティーヴ・リーヴス、タイ・ハーディン、ジェームズ・コバーン等にも打診するが何れも断られた。そこで代わりに白羽の矢を立てたのが当時テレビ西部劇『ローハイド』でブレイク中だったクリント・イーストウッドだった。この時、イーストウッドが受け取った脚本の題名は「Magnificent Stranger」だったといい、また、その内容は『用心棒』の翻案であることもすぐに読み取った。無名のイタリア人監督がスペインで日本映画の西部劇風リメイクを制作するという如何にも胡散臭い企画ではあったが、『ローハイド』出演の際に他のハリウッド映画に出演できないという契約を結んでいたイーストウッドはヨーロッパへの物見遊山気分半ばでオファーを受諾、無事撮影が開始されることになった。
イーストウッドは名無しの男の役作りに励んだ。彼はブルーのジーンズをハリウッドで、帽子をサンタモニカで、葉巻をビバリーヒルズで買った。また彼は『ローハイド』で使っていた、蛇の飾りがついた銃のグリップも持ち込んだ。ポンチョはスペインで手に入れた。名無しの男の衣装はレオーネと、衣装監督のカルロ・シーミによって決められていった。
撮影はスペインのアルメリア地方で行われた。また、この作品にはアメリカ、ドイツ、イタリアなど様々な国の俳優が出演している。そのため撮影時にはそれぞれの母国語で喋り、イタリア公開時にはイタリア語、アメリカ公開時には英語に、台詞が吹き替えられた。また、公開時にはヨーロッパ系のキャスト・スタッフの多くがアメリカ風の偽名を使った。レオーネ監督（"ボブ・ロバートソン"名義）やジャン・マリア・ヴォロンテ（"ジョニー・ウェルズ"名義）、エンニオ・モリコーネ（"ダン・サヴィオ"名義）たちも本名を使わなかった。

### 裁判沙汰
レオーネを始めとする製作陣は公開にあたり、黒澤明の許可を得ていなかった。そのため、東宝はレオーネ等を著作権侵害だとして告訴、勝訴している。この裁判の結果を受けて『荒野の用心棒』の製作会社は黒澤たちに謝罪し、日本、台湾、韓国などのアジアにおける配給権と10万ドルの賠償金と、全世界における配給収入の15%を支払うことになった。また、この裁判の過程でレオーネ側が東宝へ出していたリメイク権許可依頼を東宝が相手にせずに無視していたことと、映画の著作者が受け取る世界の標準額を知った黒澤は東宝に不信感を抱き、契約解除、ハリウッドへの挑戦を決意させる要因にもなった。

## ストーリー
ある日、アメリカ＝メキシコ国境にある小さな町サン・ミゲルに、流れ者のガンマン・ジョーが現れる。ジョーは酒場のおやじのシルバニトから、この街ではドン・ミゲル・ベニート・ロホスとジョン・バクスター保安官の２大勢力が常に縄張り争いをして、儲かるのは棺桶屋だけだと聞かされる。ジョーは、早撃ちでバクスターの子分を殺して、ミゲルに100ドルで手下になる。ミゲルの息子でライフルの名手であるラモンが帰ってきて、バクスターと手打ちをしたことにより、ミゲルの手下を辞めて、シルバニトの宿に泊まることにする。ジョーとシルバニトは、メキシコの軍隊の後を追って、国境沿いの川でアメリカの騎兵隊との取引現場で、ラモンとその一味が機関銃で全員を射殺、撃ち合ったように見せて、金を奪ったのを目撃する。ジョーとシルバニトは、ラモンが機関銃で殺した兵隊の死体を墓に生きてるように置いて、バクスター側とラモン側とで銃撃戦をさせ、その間にラモンが軍隊から奪った金を探すのだが、その時に囚われてたラモンの愛人マリソルを救い出してしまう。銃撃戦の最中に、バクスターの息子を人質に取ったラモンは、マリソルとの人質交換を行う。その夜の宴会で、酔っ払ったふりをしたジョーは、マリソルの護衛を撃ち殺して、その夫と子供と共に逃がしてやるのだが、それがラモンにばれて、ジョーは酷く痛めつけられる。命からがら逃げのびたジョーだが、ラモンはバクスターの仕業と思い、バクスターを襲い壊滅させる。ラモンとミゲルは町を牛耳り、シルバニトを町の真ん中で痛めつけて、ジョーをおびき寄せる。左手が使えず、ライフルの名手であるラモンに対して、それでもジョーは敢然と立ち向かっていくのであった。

## キャスト
- クリント・イーストウッド - ジョー、よそ者（「名無しの男」）
- ジャン・マリア・ヴォロンテ（ジョニー・ウェルズ名義） - ラモン・ロホ
- マリアンネ・コッホ - マリソル
- ホセ・カルヴォ（名前はJosé Calvo、 名義はJose Calvo） - シルバニト（日本語吹き替えではカルロス）
- ヨゼフ・エッガー（ジョー・エッガー名義） - ピリペロ、棺桶屋
- アントニオ・プリエート - ドン・ミゲル・ベニート・ロホ
- ジークハルト・ルップ（S・ルップ名義） - エステバン・ロホ
- ウォルフガング・ルスキー（W・ルスキー名義） - ジョン・バクスター保安官
- マルガリータ・ロサノ（名前はMargarita Lozano、 名義はMargherita Lozano） - ドナ・コンスエラ・バクスター
- ブルーノ・カロテヌート（キャロル・ブラウン名義） - アントニオ・バクスター
- マリオ・ブレガ（リチャード・スティフェサント名義） - チコ、ロホの部下
- ベニート・ステファネリィ（ベニー・リーヴス名義） - ルビオ、ラモンのライフル持ち
- ラフ・バルダッサーレ- フアン・テディオス、鐘つき

## 日本語吹替
| 役名                         | 俳優                       | 日本語吹き替え                                                                          | 日本語吹き替え                                | 日本語吹き替え                                 | 日本語吹き替え |
| 役名                         | 俳優                       | NETテレビ版                                                                             | TBS旧録版                                     | TBS新録版                                      | テレビ朝日版 （完声版追録部分） |
| ---------------------------- | -------------------------- | --------------------------------------------------------------------------------------- | --------------------------------------------- | ---------------------------------------------- | --- |
| 名無しの男(ジョー)           | クリント・イーストウッド   | 納谷悟朗                                                                                | 夏八木勲                                      | 山田康雄                                       | 山田康雄 （多田野曜平） |
| ラモン・ロホ                 | ジャン・マリア・ヴォロンテ | 小林清志                                                                                | 内田良平                                      | 内海賢二                                       | 内海賢二 （屋良有作） |
| マリソル                     | マリアンネ・コッホ         | 渡辺典子                                                                                | 会田由来                                      | 橋本典子                                       | 弥永和子 |
| カルロス                     | ホセ・カルヴォ             | 富田耕生                                                                                | 根本嘉也                                      | 今西正男                                       | 富田耕生 |
| ピリペロ                     | ヨゼフ・エッガー           | 槐柳二                                                                                  | 酒井泉                                        | 野本礼三                                       | 清川元夢 |
| ドン・ミゲル・ロホス         | アントニオ・プリエト       | 加藤精三                                                                                | 小澤重雄                                      | 杉田俊也                                       | 加藤精三 |
| エステバン・ロホス           | ジークハルト・ルップ       | 羽佐間道夫                                                                              | 加藤修                                        | 田中康郎                                       | 羽佐間道夫 （同上） |
| ジョン・バクスター           | ウォルフガング・ルスキー   | 島宇志夫                                                                                | 大久保正信                                    | 仁内建之                                       | 島宇志夫 |
| ドナ・コンスエラ・バクスター | マルガリータ・ロサノ       | 寺島信子                                                                                | 北村昌子                                      | 沢田敏子                                       | 公卿敬子 |
| アントニオ・バクスター       | ブルーノ・カロテヌート     | 石森達幸                                                                                | 田中和実                                      | 塩沢兼人                                       | 石森達幸 |
| チコ                         | マリオ・ブレガ             | 雨森雅司                                                                                | 細井重之                                      | 兼本新吾                                       | 藤本譲 |
| フアン・テディオス           | ラフ・バルダッサーレ       | 相模武                                                                                  | 高橋冬樹                                      | 沢りつお                                       | 杉田俊也 |
| ルビオ                       | ベニート・ステファネリィ   | 田中信夫                                                                                | 広瀬正志                                      | 稲葉実                                         | 飯塚昭三 |
| その他の役                   |                            | 浅井淑子 西山連 緑川稔 北村弘一 島木綿子 たてかべ和也 渡部猛 田中康郎 清川元夢 仲木隆司 | 佐藤昇 みやざこ夏穂 宮川節子 河西喜義 桜井宏  | 柴田耕太郎 峰あつ子                            | 浅井淑子 緑川稔 仲木隆司 峰恵研 水鳥鉄夫 向殿あさみ 郷里大輔 笹岡繁蔵 追加収録部分 中野裕斗 今村一誌洋 虎島貴明 皆川一穀 成田遼 平修 水瀬郁 宮沢はるな 峰かずこ 矢野彩世 |
|                              |                            |                                                                                         |                                               |                                                | |
| 演出                         |                            | 春日正伸                                                                                | 長野武二郎                                    | 長野武二郎                                     | 春日正伸 （宇出喜美） |
| 翻訳                         |                            | 鈴木導                                                                                  | 大野隆一                                      | 大野隆一                                       | 鈴木導 （税田春介） |
| 選曲                         |                            |                                                                                         |                                               |                                                | 赤塚不二夫 |
| 効果                         |                            |                                                                                         |                                               |                                                | PAG |
| 調整                         |                            |                                                                                         |                                               |                                                | 山田太平 |
| プロデューサー               |                            | 植木明                                                                                  | 熊谷国雄                                      | 熊谷国雄                                       | 中島孝三 |
| 製作                         |                            | ニュージャパンフィルム                                                                  | ニュージャパンフィルム                        | ニュージャパンフィルム                         | ニュージャパンフィルム |
| 解説                         |                            | 淀川長治                                                                                | 荻昌弘                                        | 荻昌弘                                         | 淀川長治 |
| 初回放送日                   |                            | 1971年1月10日 21:00-22:56 『日曜洋画劇場』                                              | 1974年7月1日 21:00-22:55 『月曜ロードショー』 | 1976年6月28日 21:02-22:55 『月曜ロードショー』 | 1979年6月24日 21:30-23:24 『日曜洋画劇場』 |

- テレビ朝日版日本語吹替は2006年12月22日発売の『荒野の用心棒・完全版 スペシャル・エディションDVD』に収録されている。本編ディスクの特典メニューには吹替版音声が欠落している部分をスキップして再生する「完全日本語吹替版機能」が搭載されている。但し、プレイヤーの機種によってはスキップ箇所で映像と音声が一瞬停止する場合がある。
- 2014年10月22日発売の『荒野の用心棒 完全版 製作50周年Blu-rayコレクターズ・エディション』にはテレビ朝日版とTBS新録版を収録。テレビ朝日版ではカット部分に追加収録したものを収録。
  - 追加収録ではクリント・イーストウッドとジャン・マリア・ヴォロンテの吹き替えを担当した山田康雄と内海賢二は故人のため多田野曜平、屋良有作がそれぞれ代役を務め、ジークハルト・ルップは当時と同じく羽佐間道夫が演じた。その他の役の追録はムーブマン所属の声優達が行っている。

## 音楽
この映画の音楽はエンニオ・モリコーネ（ダン・サヴィオ）によって作られた。レオーネはモリコーネに「ディミトリ・ティオムキンの音楽」を作曲するように言った。この映画のトランペットのテーマは『リオ・ブラボー』（1959年）でティオムキンが作った「皆殺しの歌」に似ている。

## 反響
1960年代初期からイタリアでは西部劇が作られていたが、そのイタリア製の西部劇、いわゆるマカロニ・ウェスタンが世界的に知られるようになったのは『荒野の用心棒』のアメリカにおける大ヒットからである。その暴力的なシーンを多用した乾いた作風や激しいガン・ファイトが、当時の西部劇の価値観を大きく変えたと言われている。1960年代中盤から1970年代にかけてイタリアでは大量のマカロニ・ウェスタンが量産されるようになったが、現在でもマカロニ・ウェスタンの代表作として本作品を挙げる人は多い。
アメリカに帰国後、再び『ローハイド』に出演していたイーストウッドはヨーロッパ全域で『A Fistful of Dollars』という映画が人気を博しているという噂を耳にしたが、それが自分が主演した「Magnificent Stranger」のことであるとはまったく知らなかった。この作品、及び一連の後続作品の影響で当時、ヨーロッパで最も有名なアメリカ人の一人となり、訪米した多くの著名なヨーロッパ人が彼との会見を希望したが、落ち目のテレビ俳優と認識していた周囲の人たちはその光景が不思議なものに見えていたという。
その知名度の高さゆえか本作品は他の映画やアニメ、テレビゲームなどでパロディにされることも多い。例としてバック・トゥ・ザ・フューチャーシリーズでは本作の映像やイーストウッドの名が劇中で使用されている。

## リメイク
2024年7月10日、本作のリメイク企画が進行中であることが発表された。製作はジャンニ・ヌナリ、サイモン・ホースマン、エンツォ・システィが務めており、オリジナル版を製作したJoly Filmも携わっている。